# Нићирен
Нићирен (јап. 日蓮; Префектура Чиба, 16. фебруар 1222 — 13. октобар 1282) је био јапански будистички монах и верски реформатор из 13. века, који је реформисао будизам у Јапану у националну религију.
Обдарен непомирљивошћу, Нићирен је кренуо у силовите нападе на будизам свог времена, који је оптужио за потпуну исквареност. Стално протериван, осуђен на смрт а онда помилован, није никада прекинуо своју борбу против калуђера, владе, и декадентног периода у коме је рођен.
Сматра се оснивачем школе ничиренског будизма. Ничирен је практиковање будизма свео на поверење у Лотос сутру, коју је сматрао крајњом Будином мудрошћу. Једино што следбеници треба раде јесте да имају поверење док рецитују "namu myoho renge kyo" ("узимам уточиште у Лотос сутри доброг закона").

## Биографија
Ничирен је рођен у рибарском селу Коминато у провинцији Ава (данашња Чиба). Он је у почетку припадао секти тендаи, али је ускоро изашао из тог окружења, сувише уског за његове амбициозне пројекте монашке реформе. Младост је провео у потрази за чистим будистичким учењем.
Згрожен исквареношћу будистичке хијерархије, расколима међу будистичким сектама и растројством у земљи, у тридесетој години закључио је да је истински будизам утеловљен у Лотосовој сутри (Садхарма-пударика сутра). Јавно је оптужио хонен и школу чисте земље, да би касније напао и остале секте - конзервативни формализам школе ритсуа и новоуведену медитативну школу зена. Позвао је владу да сузбије лажна учења, и да их преобрати у јединствену истину Лотоса. Проповедао је по храмовима и трговима са жаром правог посвећеника. Прогањан, изложен нападима гомиле, протериван, трпео је студен и глад, али га је одржавао осећај мисије.
Његове поруке, које је одашиљао са прага смрти, претварајући се да га је већ прешао, биле су и те како шокантне да би му донеле популарност. У једној од њих из 1272. године, он каже:
Ја, Нићирен, био сам погубљен између сата пацова и сата бика, дванаестог дана деветог месеца прошле године, и идиот у мени је тада умро. У Садо сам дошао у духу и, у другом месецу друге године, пишем овај трактат да бих га послао мојим следбеницима. С обзиром да га је писао дух, они би могли да се уплаше.
Још за живота је привукао велики број следбеника.

## Учење
Ничирен покушао је да обнови оно што је сматрао аутентичним учењем историјског Буде, у светлу чега је проповедао једноставну веру у Лотус сутру и певање даимоку, светих бајалица којима је одавана почаст сутри. Ничирен је овај метод сматрао јединим могућим путем ка просветљењу у доба декаденције (mappo). Остале будистичке школе које су имале друга учења, оштро је критиковао, док је владаре који нису прихватали његову поруку осуђивао на пакао.
У његовом учењу истичу се три битне ставке:
- Изговарање имена Лотосове сутра „Наму-Мјохо-ренге-кјо“ („Поклоњење Лотосу Савршене Истине“) има мантричку моћ. Медитација на ову формулу и њено просто понављање довољни су за постизање просветљења.
- Ликовно и симболичко представљање врховног бића, Буде, у његовом метафизичком ентитету, својственом сваком бићу, јединственост Будине природе и његових неисцрпних манифестација.
- Потреба за успостављањем светог средишта, централног седишта универзалног будизма, које треба да влада светом током наредних столећа[5].

У својој борби против култа митолошких буда Ничирен се посебно усмеравао против поштовања "буде Маха-Ваироћане, који је постављен изнад историјског буде Сакјамунија".
Ничиреново учење, чија је намера била да обједини будизам, подстакло је стварање најзагриженијих јапанских будистичких секти, које су се одржале до данашњих дана.